# Nicole Davis
Nicole Marie Davis (Stockton, 24 aprile 1982) è un'ex pallavolista statunitense.
Giocava nel ruolo di libero.

## Carriera
La carriera di Nicole Davis inizia nel 2000, nella University of Southern California. Nel 2002, vince per la prima volta la NCAA Division I, bissato l'anno successivo. Terminata l'università, viene convocata per la prima volta in nazionale nel 2004 e inizia la carriera da professionista nel campionato polacco, ingaggiata dal Pilskie Towarzystwo Piłki Siatkowej di Piła. Nel 2005, vince la medaglia d'oro al Campionato nordamericano e la medaglia d'argento alla Grand Champions Cup. Nella stagione 2006-07 viene ingaggiata in Turchia, dal Fenerbahçe Spor Kulübü; nel 2007 vince la medaglia d'argento al Campionato nordamericano e la medaglia di bronzo alla Coppa del Mondo.
Nel 2008 si dedica esclusivamente alla nazionale, vincendo la medaglia d'argento ai Giochi della XXIX Olimpiade. Nel 2009 partecipa Coppa panamericana, dove riceve il premio per la migliore difesa, e segue Jenny Lang Ping in Cina al neonato Guangdong Hengda Nuzi Paiqiu Julebu, con cui ottiene la promozione nella Volleyball League A. Al termine del campionato cinese, si reca in Azerbaigian, per disputare la fase finale della stagione 2009-10 con la maglia del Lokomotiv Bakı Voleybol Klubu, con cui rimane fino alla stagione 2010-11. Nel 2010 vince la medaglia d'argento al Montreux Volley Masters, dove viene anche premiata come miglior libero, mentre nel 2011 vince l'oro al World Grand Prix e al campionato nordamericano, oltre all'argento alla Coppa del Mondo. Nella stagione 2011-12 viene ingaggiata dal River Volley Piacenza; con la nazionale vince la medaglia d'oro al World Grand Prix e la medaglia d'argento ai Giochi della XXX Olimpiade di Londra.
Nella stagione 2012-13 passa al Dresdner Sportclub 1898, militante nel massimo campionato tedesco, la stagione seguente gioca invece nella Clubul Sportiv Dinamo București, squadra della Divizia A1 rumena.
Nella stagione 2014-15 viene ingaggiata dall'Entente Sportive Le Cannet-Rocheville Volley-Ball, nel massimo campionato francese, vincendo la Coppa di Francia, per poi annunciare il proprio ritiro al termine dell'annata.

## Palmarès

### Club
- NCAA Division I: 2

2002, 2003
- Coppa di Francia: 1

2014-15

### Nazionale (competizioni minori)
- Final Four Cup 2009
- Montreux Volley Masters 2010
- Coppa panamericana 2011
- Montreux Volley Masters 2014

### Premi individuali
- 2009 - Coppa panamericana: Miglior difesa
- 2010 - Montreux Volley Masters: Miglior libero
- 2011 - Superliqa: Miglior libero
- 2015 - Ligue A: Miglior libero